# Landelino Lavilla
Landelino Lavilla Alsina (ur. 6 sierpnia 1934 w Lleidzie, zm. 13 kwietnia 2020 w Madrycie) – hiszpański polityk i prawnik, w latach 1976–1979 minister sprawiedliwości, w latach 1979–1982 przewodniczący Kongresu Deputowanych.

## Życiorys
Z wykształcenia prawnik, studiował na uniwersytetach w Saragossie i Madrycie. Pracował m.in. w Radzie Stanu, rządowym organie doradczym, a także w banku Banesto. Działał w Grupo Tácito, zespole tworzonym przez intelektualistów, dziennikarzy i polityków, którzy opracowywali program demokratyzacji kraju. W 1974 objął stanowisko podsekretarza stanu w resorcie infrastruktury. W 1976 został ministrem sprawiedliwości w gabinecie Adolfa Suáreza. Pozostał na tym stanowisku również w jego drugim rządzie, powołanym w okresie transformacji ustrojowej po wolnych wyborach do konstytuanty w 1977. Urząd ten sprawował do 1979. W 1977 zasiadł w Senacie z nominacji króla.
W 1979 z listy Unii Demokratycznego Centrum (UCD) uzyskał mandat posła do Kongresu Deputowanych I kadencji, stając na czele tej izby hiszpańskiego parlamentu. Kierował nią m.in. w trakcie zamachu stanu zwanego 23-F. W 1982 utrzymał mandat deputowanego jako jeden z nielicznych przedstawicieli UCD. Stał wówczas na czele tego ugrupowania, pełniąc tę funkcję do 1983, gdy unia została rozwiązana. W tym samym roku zrezygnował z miejsca w parlamencie, które wówczas objął Leopoldo Calvo-Sotelo.
Mianowany stałym członkiem Rady Stanu. Uzyskał członkostwo w akademii Real Academia de Jurisprudencia y Legislación, a w 2006 w Królewskiej Akademii Nauk Moralnych i Politycznych. Odznaczony m.in. Krzyżem Wielkim Orderu Karola III.